# Lasioglossum lebedevi
Lasioglossum lebedevi är en biart som beskrevs av Ebmer 1972. Lasioglossum lebedevi ingår i släktet smalbin, och familjen vägbin. Inga underarter finns listade i Catalogue of Life.